# والتر هينيغ
والتر هينيغ (بالإنجليزية: Walter Hennig)‏ هو شخصية أعمال جنوب أفريقي، ولد في 1972.